# Laissac (tổng)
Tổng Laissac là một tổng thuộc tỉnh Aveyron trong vùng Occitanie.
Tổng này được tổ chức xung quanh Laissac ở quận Rodez. Độ cao khu vực này dao động từ 533 m (Bertholène) đến 975 m (Gaillac-d'Aveyron) với độ cao trung bình 614 m.

## Các đơn vị trực thuộc
Tổng Laissac gồm 8 xã với dân số 4 165 người (điều tra dân số năm 1999, dân số không tính trùng)
| Xã                | Dân số | Mã bưu chính | Mã insee |
| ----------------- | ------ | ------------ | -------- |
| Bertholène        | 924    | 12310        | 12026    |
| Coussergues       | 201    | 12310        | 12081    |
| Cruéjouls         | 371    | 12340        | 12087    |
| Gaillac-d'Aveyron | 328    | 12310        | 12107    |
| Laissac           | 1 467  | 12310        | 12120    |
| Palmas            | 223    | 12310        | 12177    |
| Sévérac-l'Église  | 418    | 12310        | 12271    |
| Vimenet           | 233    | 12310        | 12303    |

## Biến động dân số
| 1962                                                     | 1968  | 1975  | 1982  | 1990  | 1999  |
| -------------------------------------------------------- | ----- | ----- | ----- | ----- | ----- |
| 3 940                                                    | 4 223 | 4 042 | 4 056 | 4 059 | 4 165 |
| Nombre retenu à partir de 1962 : dân số không tính trùng |       |       |       |       |       |